# Paris–Roubaix 1952

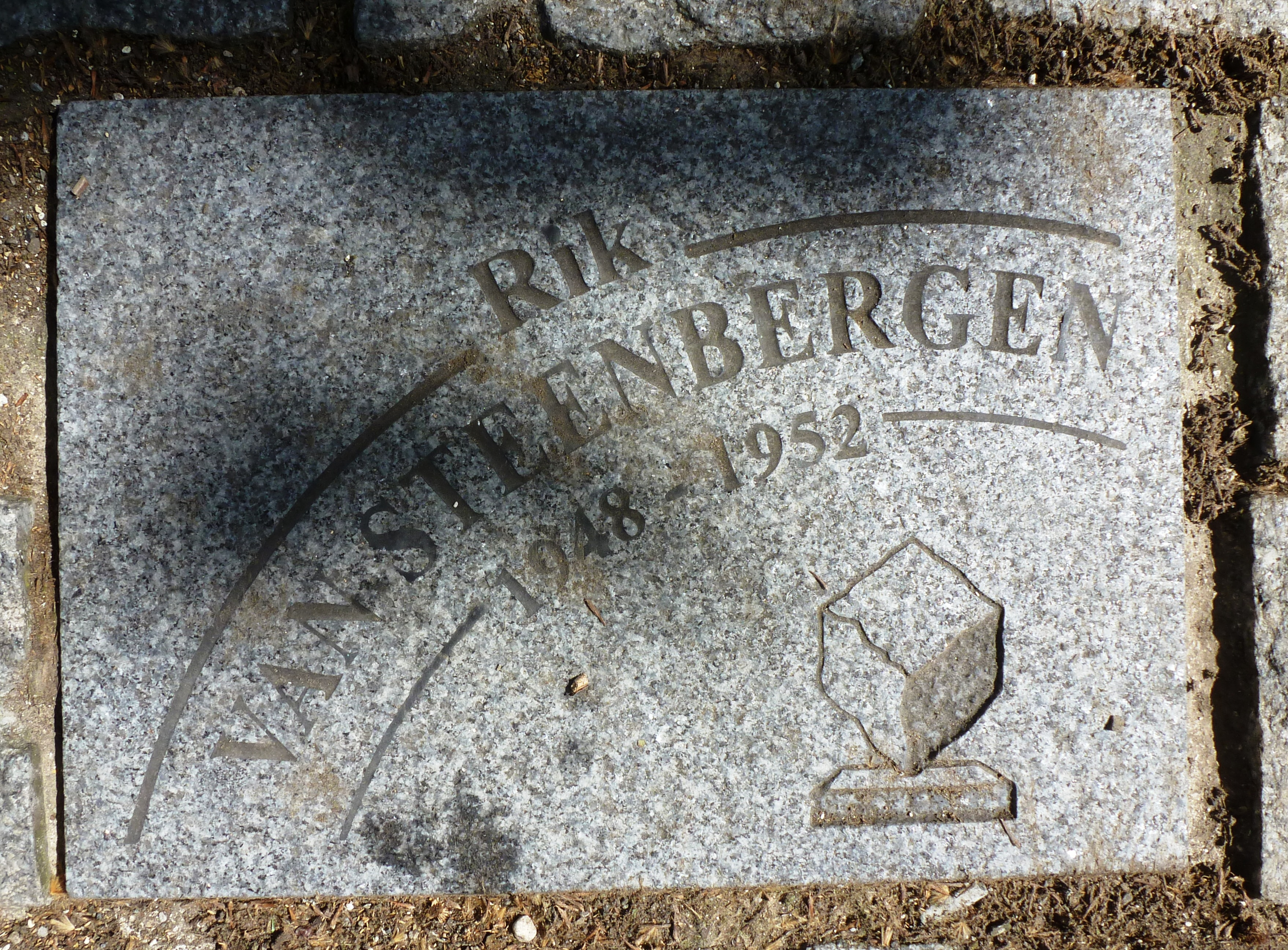
Pflasterstein zu Ehren von Rik Van Steenbergen auf der Allée Charles Crupelandt in Roubaix

Das Eintagesrennen Paris–Roubaix 1952 war die 50. Austragung des Radsportklassikers und fand am Sonntag, den 13. April 1952, statt.
Das Rennen führte von Saint-Denis, nördlich von Paris, nach Roubaix, wo es im Vélodrome André-Pétrieux endete. Die Strecke war 245 Kilometer lang. Die Zahl der Starter ist unbekannt, 95 Fahrer konnten sich platzieren. Der Sieger Rik Van Steenbergen absolvierte das Rennen mit einer Durchschnittsgeschwindigkeit von 41,94  km/h.
Rik Van Steenbergen holte die Führenden – Fausto Coppi, Jacques Dupont und Ferdy Kübler – mit einer spektakulären Aufholjagd ein. Bald waren nur noch er selbst und Coppi an der Spitze. Coppi versuchte einen Angriff nach dem anderen, weil er wusste, dass er Van Steenbergen in einem Sprint unterlegen sein würde. Gemeinsam erreichten sie die Radrennbahn von Roubaix, wo Van Steenbergen im Zielspurt gewann und somit nach 1948 zum zweiten Mal Sieger des Rennens wurde. Später sagte er, dass er am Ende seiner Kräfte gewesen sei und verloren hätte, wenn Coppi noch ein einziges weiteres Mal angegriffen hätte.